# Pedro Miguel Schiaffino
Pedro Miguel Schiaffino es un chef peruano que ha trabajado para resaltar los alimentos de la selva y la cocina amazónicas. Es propietario de los restaurantes Malabar y ámaZ en Lima. También es chef ejecutivo a bordo del M/V Aqua. Schiaffino es conocido como el "chef de la selva" y ha sido comparado con René Redzepi.

## Biografía
Schiaffino se graduó de The Culinary Institute of America en Hyde Park en 1997 e hizo un trabajo de maestría en el Italian Culinary Institute for Foreigners. Mientras estuvo en Italia trabajó en Dal Pescatore con la chef Nadia Santini y con Piero Bertinotti en Ristorante Pinocchio.
En 2019 ganó el American Express Icon Award de los Latin America's 50 Best Restaurants.

## Ingredientes selváticos
Schiaffino empezó a experimentar con ingredientes amazónicos en 2010. Utiliza en sus platos kushuru (caviar andino), algas, aguaje (una fruta de palma ligeramente fermentada ), paiche, camu-camu, churos (caracoles gigantes), sachaculantro (un tipo de cilantro silvestre), cúrcuma, achiote, cuy y chicha andina. También usa quinua y condimentos como cedrón, toronjil, muña, sachatomate y aguaymanto. Es también impulsor, junto a Andrea Ortiz de Zevallos, de la ONG Despensa Amazónica que impulsa proyectos para valorizar estos insumos.

Respecto a la valorización de los alimentos de la selva y de la cocina amazónica, Pedro Schiaffino refiere:
La idea principal para mí era mostrar esa diversidad y el potencial de la cocina peruana a través de sus insumos y a través de su cultura, de sus tradiciones, de sus tradiciones gastronómicas, de ese conocimiento ancestral, de ese conocimiento tradicional. Creo que la base y el futuro de una cocina ejemplar es una cocina que tiene identidad, que tiene personalidad, que usa su producto, respeta las técnicas o utiliza las técnicas y, de alguna manera, respeta y valora la tradición”.

## Malabar y ámaZ
Malabar fue inaugurado en 2010 en Lima. El restaurante de alta cocina ocupó en 2014 el puesto 95 entre los 100 mejores restaurantes del mundo según la revista Restaurant. En 2019 Malabar ascendió al puesto 39.
Posteriormente, en 2012, junto a su socia Ortiz de Zevallos, abrió su segundo restaurante, ámaZ, que en 2018 logró posicionarse en el puesto 47 de los 50 mejores de América Latina.
Otros de sus proyectos gastronómicos incluyeron la gestión de la cocina de La Pescadería, una pescadería y restaurante cevichería en el mismo local de La Perla (El Callao), y un servicio de cáterin.
En la actualidad el chef galardonado, porta la rama como chef ejecutivo en la “Rosa Náutica” reclutando dichosos cocineros de alto calibre, dando grandes experiencias a compatriotas y turistas con su extravagante cocina y talento innato, dándonos paso a la alta cocina en el país.
El furor por la “Rosa Náutica” volvió con el ascenso del chef, como chef ejecutivo y llamando como sub chef a la joven promesa del restaurante “Piamonte”, Sebastian Velarde, que con solo 20 años domina la primera línea de los platillos más populares y complejos, el chef nos presenta una gran obra de arte y esperamos más de él en la alta cocina nacional.

## Galardones
- Premio Luces 2013 al Chef con Mejor performance culinaria.[19]